# Carrhotus aeneochelis
Carrhotus aeneochelis là một loài nhện trong họ Salticidae.
Loài này thuộc chi Carrhotus. Carrhotus aeneochelis được Embrik Strand miêu tả năm 1907.